# Rick Martel
Richard Vigneault (* 18. März 1956) ist ein ehemaliger kanadischer Wrestler, besser bekannt als Rick Martel. Er trat über 25 Jahre für die größten Wrestlingorganisationen Nordamerikas auf und hielt zahlreiche Titel. Seine größten Erfolge hatte er in der American Wrestling Association und beim Marktführer World Wrestling Federation (WWF; heute WWE).

## Karriere

### Beginn
Nachdem Vigneault in seiner Jugend bereits Ringen betrieben hatte kam er über seinen Bruder Michel, der unter dem Namen Mad Dog Martel antrat, zum Wrestling. In seiner Anfangszeit teamte er mit Jean Gagné, der unter dem Namen Pierre Martel bereits den älteren Bruder von Michel gemimt hatte.
Nachdem er innerhalb Kanadas u. a. bei Stampede Wrestling, der Liga von Stu Hart erfolgreich war, ging Vigneault 1977 für zwei Jahre nach Neuseeland und Australien, wo er u. a. gegen Ali Vazari wrestlete, der später als Iron Sheik WWF-Champion wurde.
Nach 1980 trat er wieder in seiner Heimat und im Nordwesten der USA auf. Dabei durfte er auch seine ersten Titelerfolge in der WWF (heute WWE) feiern, als er mit Tony Garea zweimal die Tag Team Titel erringen durfte.

### American Wrestling Association
Im Jahr 1984 wechselte Vigneault in die AWA von Verne Gagne. Diese hatte zu diesem Zeitpunkt gerade ihre Aushängeschilder Hulk Hogan und Andre the Giant an die WWF (die WWWF, die den Dachverband NWA verlassen hatte) verloren, so dass Martel sehr schnell aufstieg und bereits kurz danach Jumbo Tsuruta um den World Heavyweight Title besiegen durfte. In den folgenden zwei Jahren fehdete er u. a. mit Stan Hansen und Harley Race, bestritt aber auch Kämpfe gegen NWA-World Heavyweight Champion Ric Flair und stand Legenden wie Giant Baba und Terry Funk gegenüber.

### World Wrestling Federation
Im Jahr 1987 verließ Vigneault die AWA und wechselte in die WWF. Dort wurde er in das Tag Team Can-Am Connection mit Tom Zenk gesteckt. Da Zenk die WWF bereits ein halbes Jahr später wieder verließ, gelang der Durchbruch allerdings nicht. Erfolgreicher war das nächste Tag Team Strike Force mit Tito Santana. Gemeinsam durften sie den World Tag Team Title erringen.
Hiernach wurde das Team gesplittet und Vigneault zum arroganten Rick „The Model“ Martel, der zunächst mit Santana fehdete. Ein weiteres Programm gegen Jake „The Snake“ Roberts folgte, während welchem der bekannte Kampf mit verbundenen Augen bei Wrestlemania 7 stattfand. Später fehdete er noch mit Tatanka, es folgten allerdings keine Titelgewinne mehr. 1995 startete Martel zum siebten Mal beim Royal-Rumble-Match, womit er zeitweise den Teilnahmerekord hielt.

### Independent
Nachdem er die WWF 1995 verlassen hatte, bildete Vigneault in Kanada ein Tag Team namens „The Super Models“ mit Don Casablancas, der später unter seinem richtigen Namen Don Callis Karriere machte. Hierbei fehdeten sie u. a. gegen die Suicide Blondes, die später als Edge&Christian bekannt wurden.
Auch trat er beim CWA Euro Catch Festival an, wo er Franz Schumann erfolglos um den Middleweight Title herausforderte.

### World Championship Wrestling
Im Jahr 1997 unterschrieb Vigneault noch einmal bei der WCW. Hier durfte er nach zehn Jahren noch einmal einen Titel gewinnen, indem er Booker T. um den World Television Title besiegte. Dabei zog er sich allerdings eine Verletzung zu und musste fünf Monate pausieren. Kurz nach seiner Rückkehr beendete eine Nackenverletzung seine Karriere endgültig.
Hiernach arbeitete er für die WCW als Trainer und moderierte die französischsprachige Ausgabe der WCW-Sendungen.
Am 20. März 1999 bestritt Vigneault sein letztes Match auf Hawaii.

## Erfolge

### American Wrestling Association
- 1× AWA World Heavyweight Champion

### World Wrestling Federation
- 3× WWF World Tag-Team Champion (2× mit Tony Garea, 1× mit Tito Santana)

### World Championship Wrestling
- 1× WCW World Television Champion

### National Wrestling Alliance
- 1× NWA Pacific North-West Heavyweight Champion (March 22, 1980 – August 16, 1980)
- 3× NWA Pacific North-West Tag Team Champion (mit Roddy Piper)
- 1× NWA Canadian Tag Team Champion (mit Roddy Piper)
- 1× NWA Georgia Tag Team Champion (mit Tommy Rich)
- 1× NWA North American Heavyweight Champion (Hawaii version)

### Stampede Wrestling
- 1× Stampede International Tag Team Champion (with Lenny Hurst)

### World Wrestling Council
- 1× WWC North American Tag Team Champion (mit Pierre Martel)

### Sonstige Titel
- 3× New Zealand Commonwealth Champion
- 1× International Wrestling Canadian International Champion